# Llanars (ort)
Llanars är en ort i Spanien.   Den ligger i provinsen Província de Girona och regionen Katalonien, i den östra delen av landet, 500 km öster om huvudstaden Madrid. Llanars ligger 984 meter över havet och antalet invånare är 420.
Terrängen runt Llanars är kuperad österut, men västerut är den bergig. Runt Llanars är det glesbefolkat, med 12 invånare per kvadratkilometer. Närmaste större samhälle är Olot, 19,0 km sydost om Llanars. I omgivningarna runt Llanars växer i huvudsak blandskog.